# サヨナラ模様
「サヨナラ模様」（さよならもよう）は、シンガーソングライター・伊藤敏博のシングルで、1981年8月25日にフィリップス・レコードから発売された。

## 解説
伊藤が国鉄（現・JR西日本）に入社後、北陸本線（現・えちごトキめき鉄道日本海ひすいライン）親不知駅運輸係などを経て、当時富山車掌区車掌として在職中、1981年5月10日開催の『第21回ヤマハポピュラーソングコンテストつま恋本選会』において、グランプリを獲得（編曲：森田雅彦）。その約3か月後、1980年に発売した「親不知情景/木流し川」に続いて、自身通算2枚目のシングルとしてリリースされた。
当時の音楽番組での伊藤は、富山県内の国鉄車両基地やプラットホームで、電車や駅構内などをバックに、中継放送で歌唱を披露することがほとんどであった。

## 記録
オリコンチャート上においては週間5位まで上昇、47.9万枚を売上げ、伊藤自身最大のヒット・シングルとなる。
TBS系列の『ザ・ベストテン』では、1981年11月5日放送時に「今週のスポットライト」で初出演。その翌週11月12日に、第9位で初ランクイン。12月10日には第5位まで上昇、12月24日まで、当番組に合計7週間ランクされた。

## 収録曲
| 全作詞・作曲: 伊藤敏博、全編曲: 大村雅朗。 |                  |          |            |      |
| #                                          | タイトル         | 作詞     | 作曲・編曲 | 時間 |
| 1.                                         | 「サヨナラ模様」 | 伊藤敏博 | 伊藤敏博   | 4:58 |
| 2.                                         | 「貴方を」       | 伊藤敏博 | 伊藤敏博   | 3:46 |
| 合計時間:                                  | 合計時間:        | 8:44     |            |      |